# نهر سيميتو

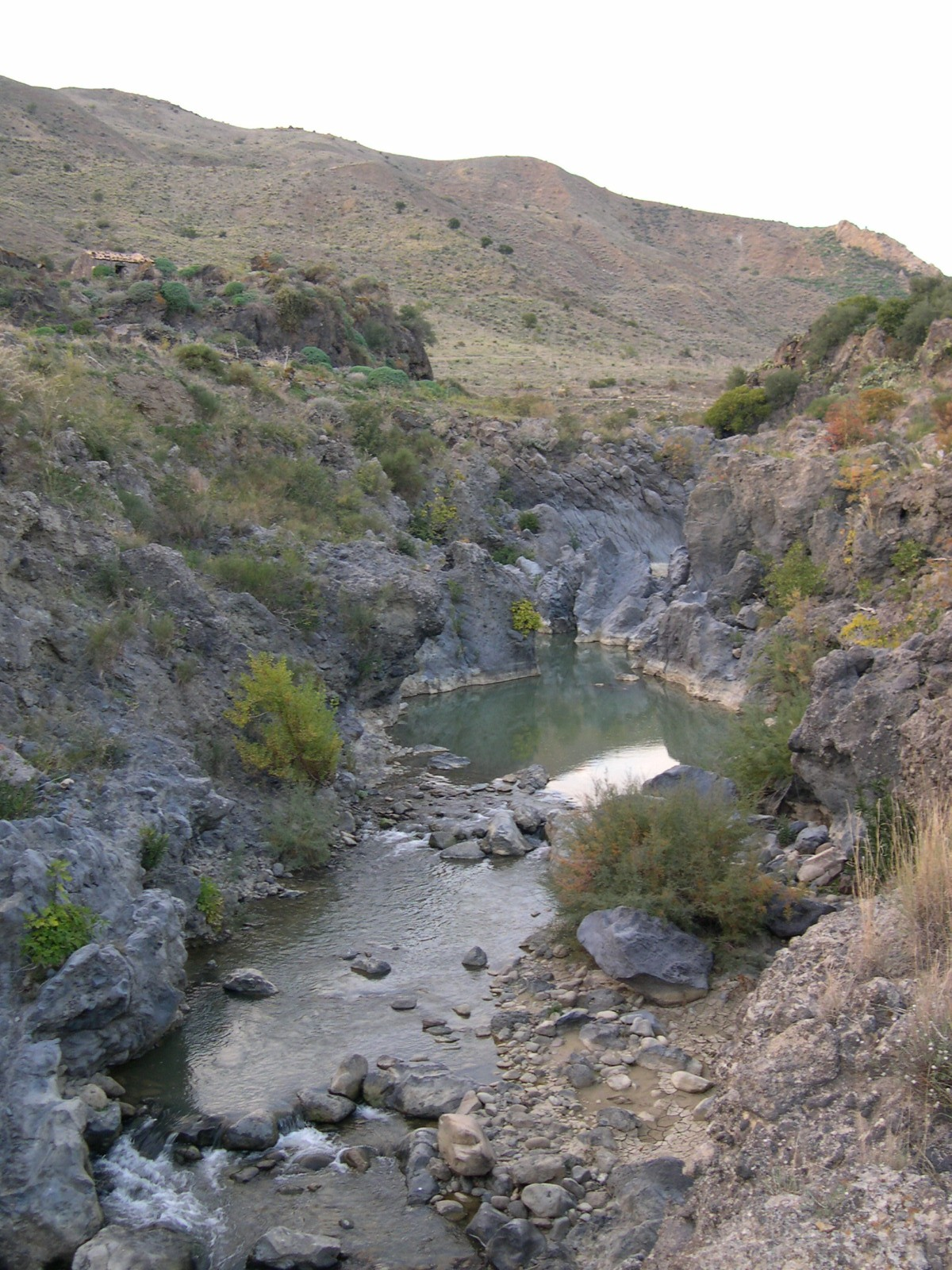
وادي موسى

وادي موسى أو نهر سيميتو (بالصقلية:Simeto)، (باللاتينية: Symaethus) هو نهر بطول 113 كم في صقلية في جنوب إيطاليا. يعد ثاني أطول نهر في الجزيرة بعد نهر سالسو (المعروف أيضا باسم إميرا الجنوبي)، ولكنه الأكثر أهمية من حيث مجمعات المياه وبالنسبة لسكان المناطق القريبة منه. يجري النهر بكامله في مقاطعة كاتانيا.